# Oxyprosopus coeruleus
Oxyprosopus coeruleus är en skalbaggsart. Oxyprosopus coeruleus ingår i släktet Oxyprosopus och familjen långhorningar.

## Underarter
Arten delas in i följande underarter:
- O. c. coeruleus
- O. c. amethystinus
- O. c. atratus